# Хајланд Спрингс (Вирџинија)
Хајланд Спрингс (енгл. Highland Springs) насељено је место без административног статуса у америчкој савезној држави Вирџинија.

## Демографија
По попису из 2010. године број становника је 15.711, што је 574 (3,8%) становника више него 2000. године.
| Група             | 2000.         | 2010.          |
| Белци             | 6.659 (44,0%) | 4.580 (29,2%)  |
| Афроамериканци    | 7.845 (51,8%) | 10.388 (66,1%) |
| Азијати           | 97 (0,6%)     | 77 (0,5%)      |
| Хиспаноамериканци | 235 (1,6%)    | 334 (2,1%)     |
| Укупно            | 15.137        | 15.711         |